# Polaryzacja uwagi
Polaryzacja uwagi występuje, gdy w procesie wychowania uwzględnione są potrzeby rozwojowe dziecka oraz wykorzystywane są „okresy szczególnej wrażliwości”. Jest to zjawisko, charakteryzujące się głęboką koncentracją i długotrwałym zainteresowaniem jednym przedmiotem lub czynnością. Dzięki polaryzacji uwagi dziecko dokonuje własnych odkryć, potrafi pracować w sposób poważny i zdyscyplinowany, przeżywając jednocześnie radość i satysfakcję z efektu własnych działań.